# Flora Rheta Schreiber
Flora Rheta Schreiber (* 24. April 1918 in New York City; † 3. November 1988 ebenda) war eine US-amerikanische Journalistin. 
Sie wurde auch in Europa bekannt mit ihrem Bestseller Sybil, dem Bericht über eine an einer dissoziativen Identitätsstörung (damalige Bezeichnung: hysterische Neurose vom dissoziativen Typ) leidende Frau. Der richtige Name dieser Patientin wurde später bekanntgegeben; ihre Geschichte wurde zweimal (1976 und 2007) in den USA für das Fernsehen verfilmt. Dass die geschilderten Verbrechen auf Tatsachen beruhten, wird in der Forschung heute bezweifelt. Der Psychologiehistoriker Robert W. Rieber nennt den Fall einen „Mythos“, ein typisches Beispiel dafür, wie falsche Tatsachen falsche Probleme erschaffen, die dann wiederum zu falschen Lösungen führen würden.
Schreibers zweites auf Deutsch übersetztes Buch handelte vom amerikanischen Serienmörder Joseph Kallinger.

## Werke
- William Schuman (mit Vincent Persichetti). Schirmer, New York 1954
- Your Child’s Speech. A Practical Guide for Parents for the First Five Years. Putnam’s Sons, New York 1956
- A Job With a Future in Law Enforcement and Related Fields. Grosset & Dunlap, New York 1970
- Sybil. The True Story Of A Woman Possessed By 16 Separate Personalities. Regnery, Chicago 1973
  - auf Deutsch: Sybil. Eine Frau mit vielen Gesichtern. Scherz, Bern/München 1974
    - Taschenbuch als: Sybil. Persönlichkeitsspaltung einer Frau. Kindler (Geist und Psyche 2178), München 1977
- The Shoemaker. The Anatomy Of A Psychotic. Simon and Schuster, New York 1983
  - auf Deutsch: Der Mörder. Vom Martyrium eines Kindes zur Lebenstragödie eines Verdammten. Schweizer Verlagshaus, Zürich 1985; Goldmann, München 1987